# Hovhannes II (ormiański patriarcha Konstantynopola)
Hovhannes II (ur. ?, zm. ?) – w latach 1590–1591 13. ormiański Patriarcha Konstantynopola.